# آگستافا
آگستافا (به ترکی آذربایجانی: Ağstafa) یک شهر در جمهوری آذربایجان است که در شهرستان آغ‌استفا واقع شده‌است. آگستافا  ۲۰٬۲۰۰ نفر جمعیت دارد و ۳۴۰ متر بالاتر از سطح دریا واقع شده‌است.